# ゲーセンUSA ミッドウェイアーケードトレジャーズ
『ゲーセンUSA ミッドウェイアーケードトレジャーズ』は、日本国外で発売されたMIDWAY ARCADE TREASURES 1とMIDWAY ARCADE TREASURES 2を1本にまとめたオムニバスのゲームソフト。
発売元のミッドウェイゲームズが、ミッドウェイの他にウィリアムスとアタリ（ゲームズ）のゲームブランドも保有しているため、この3社のゲームが収録されている。
ただしこの日本語版では1と2のすべてのゲームが収録されておらず、『モータルコンバット』といった一部の作品は収録されていない。

## 収録タイトル

### MIDWAY ARCADE TREASURES 1
- 720°
- ガントレット
- バブルス
- ペーパーボーイ
- ヴィンディケーターズ
- ジャウスト
- ジャウスト2
- クラックス
- マーブルマッドネス
- ランパート
- ロードブラスターズ
- ロボトロン2084
- サタンズホロウ
- スプラット!
- スパイハンター
- スーパースプリント
- ルートビアタッパー
- トゥービン

### MIDWAY ARCADE TREASURES 2
- A.P.B.
- アーチライバルズ
- チャンピオンシップスプリント
- サイバーボール2072
- コズミッククルーザー
- スパイハンターII
- トータルカーネイジ
- ティンバー（英語版）
- ワコー（英語版）
- サイボッツ
- ピットファイター
- ゼノフォーブ
- ガントレットII

### MIDWAY ARCADE TREASURES 3
- ハードドライビン